# Noël Cunningham-Reid

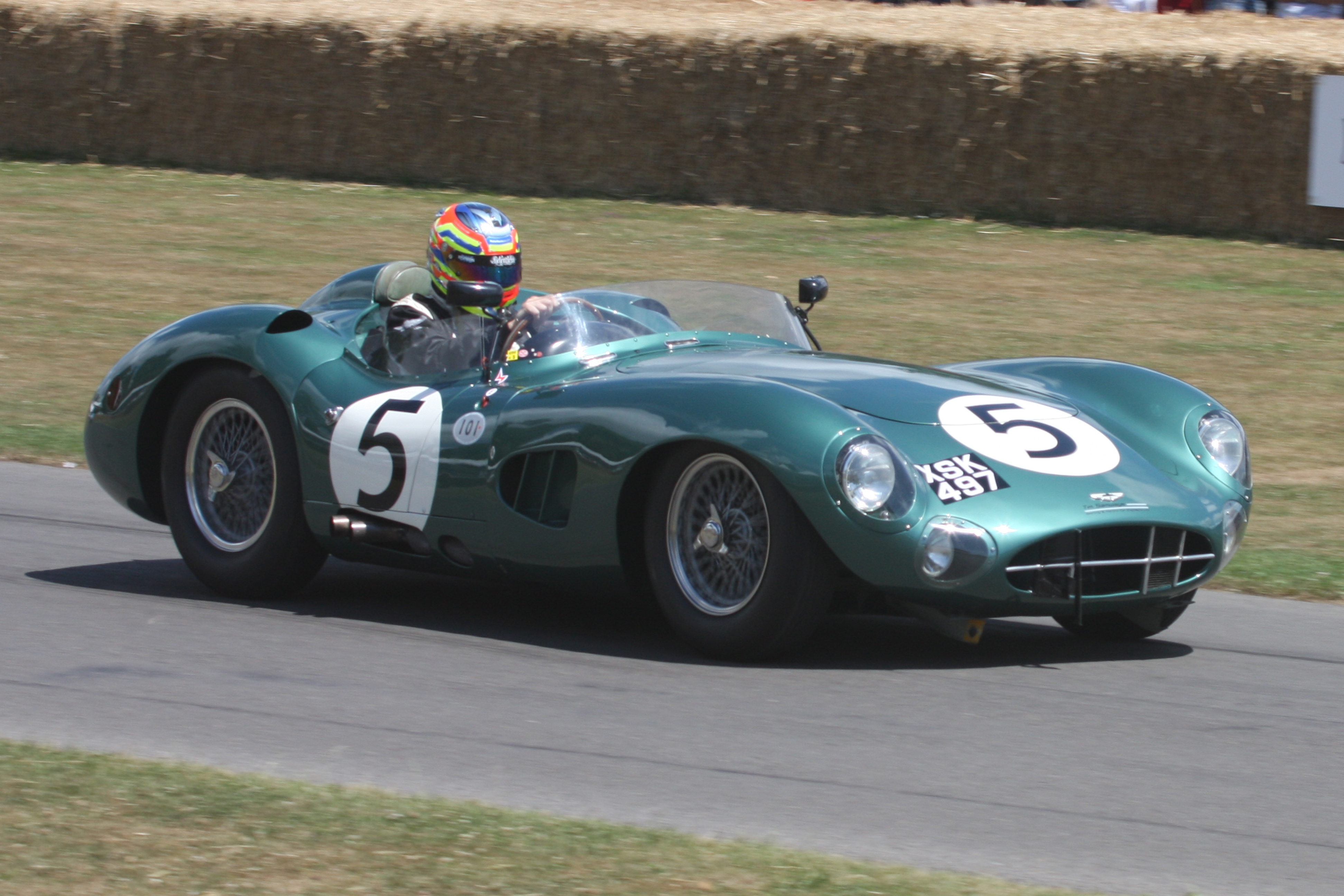
Auf einem Aston Martin DBR1 gewann Noël Cunningham-Reid gemeinsam mit Tony Brooks das 1000-km-Rennen auf dem Nürburgring 1957

Noël Robert Cunningham-Reid (* 25. Dezember 1930 in London; † 26. September 2017 in Great Wilbraham) war ein britischer Autorennfahrer.

## Karriere
Cunningham-Reid kam 1930 als Sohn von Ruth Mary Clarisse Ashley und Alec Cunningham-Reid zur Welt. Er wurde in eine Familie von Politikern, alles Mitglieder der Conservative Party, hineingeboren. Sein Großvater mütterlicherseits, Baron Wilfrid Ashley, war von 1924 bis 1929 britischer Transportminister. Sein Vater, ein Fliegerass im Ersten Weltkrieg, war von 1922 bis 1945 Abgeordneter im britischen Unterhaus.
Noël Cunningham-Reid selbst wurde in den 1950er Jahren als Rennfahrer bekannt. Nach ersten Erfolgen bei Clubrennen ging er 1955 als Stammpilot von Lister in der britischen Sportwagenmeisterschaft an den Start und gewann die Rennen in Silverstone Circuit, Brands Hatch und Oulton Park. Seine ersten internationalen Rennen bestritt er 1956 für HWM, für die er unter anderem beim 12-Stunden-Rennen von Reims startete. Seinen größten internationalen Erfolg feierte er 1957, als er als Werksfahrer von Aston Martin gemeinsam mit Tony Brooks das 1000-km-Rennen auf dem Nürburgring gewann.

## Statistik

### Le-Mans-Ergebnisse
| Jahr | Team              | Fahrzeug          | Teamkollege | Platzierung | Ausfallgrund |
| ---- | ----------------- | ----------------- | ----------- | ----------- | ------------ |
| 1957 | Aston Martin Ltd. | Aston Martin DB3S | Tony Brooks | Ausfall     | Unfall       |

### Einzelergebnisse in der Sportwagen-Weltmeisterschaft
| Saison | Team         | Rennwagen         | 1   | 2   | 3   | 4   | 5   | 6   | 7   |
| ------ | ------------ | ----------------- | --- | --- | --- | --- | --- | --- | --- |
| 1957   | Aston Martin | Aston Martin DBR1 | BUA | SEB | MIM | NÜR | LEM | KRI | CAR |
| 1957   | Aston Martin | Aston Martin DBR1 |     |     |     | 1   | DNF |     |     |